# Denitrifikation

Beskrivning av kvävets kretslopp i naturen.

Denitrifikation är en mikrobiellt underlättad process där nitrat (NO3−) reduceras och i slutändan producerar molekylärt kväve (N2) genom en serie av mellanliggande gasformiga kväveoxidprodukter. Fakultativa anaeroba bakterier utför denitrifikation som en typ av andning som reducerar oxiderade former av kväve som svar på oxidationen av en elektrondonator som organiskt material. Denitrifikation sker mest vid suboxiska förhållanden, det vill säga vid pE-värden 3,4-8,5 när pH-värdet är 7. Vanligen sker denna reaktion i våtmarker, sjösediment eller vattenmättad åkermark.
De föredragna kväveelektronacceptorerna, i ordning av mest till minst termodynamiskt gynnsamma, är nitrat (NO3−), nitrit (NO2−), kväveoxid (NO), dikväveoxid (N2O), vilket slutligen resulterar i produktion av dikväve (N)2 ) slutför kvävecykeln. Denitrifierande mikrober kräver en mycket låg syrekoncentration på mindre än 10 procent, samt organiskt kol för energi. Eftersom denitrifikation kan ta bort NO3−, vilket minskar dess läckage till grundvatten, kan den strategiskt användas för att behandla avloppsvatten eller animaliska rester med hög kvävehalt. Denitrifikation kan läcka N2O, som är ett ozonnedbrytande ämne och en växthusgas, som kan ha stor inverkan på den globala uppvärmningen.
Processen utförs i första hand av heterotrofa bakterier (som Paracoccus denitrificans och olika pseudomonader), även om autotrofa denitrifierare också har identifierats (till exempel Thiobacillus denitrificans). Denitrifierare finns representerade i alla huvudfylogenetiska grupper. I allmänhet är flera arter av bakterier involverade i den fullständiga reduktionen av nitrat till N2 och mer än en enzymväg har identifierats i reduktionsprocessen. Denitrifieringsprocessen ger inte bara energi till organismen som utför nitratreduktion till dikvävegas, utan även vissa anaeroba ciliater kan använda denitrifierande endosymbionter för att få energi som liknar användningen av mitokondrier i syreandande organismer.
Direkt reduktion från nitrat till ammonium, en process som kallas dissimilatorisk nitratreduktion till ammonium eller DNRA, är också möjlig för organismer som har nrf-genen. Detta är mindre vanligt än denitrifikation i de flesta ekosystem som ett sätt att reducera nitrat. Andra gener kända i mikroorganismer som denitrifierar är bland andra nir (nitritreduktas) och nos (dikväveoxidreduktas) organismer som identifierats som att ha dessa gener är Alcaligenes faecalis, Alcaligenes xylosoxidans, många i släktet Pseudomona, Bradyrhizobium japonicum och Blastobacter denitrificans.

## Översikt

### Halva reaktioner
Denitrifikation fortskrider i allmänhet genom någon kombination av följande halvreaktioner, med enzymet som katalyserar reaktionen inom parentes:
- NO3− + 2 H+ + 2 e− → NO2− + H2O (Nitratreduktas)
- NO2− + 2 H+ + e− → NO + H2O  (Nitritreduktas)
- 2NO + 2H+ +  2 e− → N2O + H2O (Kväveoxidreduktas)
- N2O + 2 H+ +  2 e− → N2 + H2O (lustgasreduktas)

Hela processen kan uttryckas som en nettobalanserad redoxreaktion, där  nitrat (NO3−) blir helt reducerat till dikväve (N2):
- 2NO3− + 10e− + 12H+ → N2 + 6H2O

### Villkor för denitrifikation
I naturen kan denitrifikation ske i både terrestra och marina ekosystem. Vanligtvis sker denitrifikation i anoxiska miljöer, där koncentrationen av löst och fritt tillgängligt syre är utarmat. I dessa områden, nitrat (NO3−) eller nitrit (NO2−) kan användas som en substitut terminal elektronacceptor istället för syre (O2), en mer energimässigt gynnsam elektronacceptor. Terminalelektronacceptor är en förening som reduceras i reaktionen genom att ta emot elektroner. Exempel på anoxiska miljöer kan vara jordar, grundvatten, våtmarker, oljereservoarer, dåligt ventilerade hörn av havet och havsbottensediment.
Dessutom kan denitrifikation förekomma i oxiska miljöer. Hög aktivitet av denitrifierare kan observeras i tidvattenzonerna, där tidvattencyklerna orsakar fluktuationer av syrekoncentrationen i sandiga kustsediment. Till exempel ägnar sig bakteriearten Paracoccus denitrificans till denitrifikation under både oxiska och anoxiska förhållanden samtidigt. Vid syreexponering kan bakterierna använda dikväveoxidreduktas, ett enzym som katalyserar det sista steget av denitrifikation. Aeroba denitrifierare är huvudsakligen Gram-negativa bakterier i phylum Proteobacteria. Enzymerna NapAB, NirS, NirK och NosZ finns i periplasman, ett brett utrymme kantat av cytoplasman och det yttre membranet i Gram-negativa bakterier.
En mängd olika miljöfaktorer kan påverka graden av denitrifikation i en ekosystemomfattande skala. Till exempel har temperatur och pH observerats påverka denitrifieringshastigheten. I bakteriearten, Pseudomonas mandelii, reducerades uttrycket av denitrifierande gener vid temperaturer under 30 °C och ett pH under 5, medan aktiviteten i stort sett var opåverkad mellan ett pH på 6-8. Organiskt kol som elektrondonator är ett vanligt begränsande näringsämne för denitrifikation som observerats i bentiska sediment och våtmarker. Nitrat och syre kan också vara potentiellt begränsande faktorer för denitrifikation, även om det senare endast har en observerad begränsande effekt i våta jordar. Syre påverkar sannolikt denitrifiering på flera sätt – eftersom de flesta denitrifierare är fakultativa, kan syre hämma hastigheter, men det kan också stimulera denitrifikation genom att underlätta nitrifikation och produktion av nitrat. I våtmarker såväl som öknar är fukt en miljömässig begränsning av denitrifikationshastigheten.
Dessutom kan miljöfaktorer också påverka huruvida denitrifieringen fortsätter till fullbordan, kännetecknad av en fullständig reduktion av NO3- till N2 snarare än att frigöra N2O som en slutprodukt. Markens pH och textur är båda faktorer som kan dämpa denitrifikation, med högre pH-nivåer som driver reaktionen mer till fullbordan. Näringssammansättningen, särskilt förhållandet mellan kol och kväve, är en starkt bidragande orsak till fullständig denitrifikation, med ett förhållande på 2:1 av C:N som kan underlätta fullständig nitratreduktion oavsett temperatur eller kolkälla. Koppar, som en kofaktor för nitritreduktas och dikväveoxidreduktas, främjade också fullständig denitrifikation när den tillsattes som ett komplement. Förutom näringsämnen och terräng kan mikrobiell sammansättning också påverka förhållandet mellan fullständig denitrifikation, med prokaryota phyla Actinomycetota och Thermoproteota som orsak till större frisättning av N2 än N2O jämfört med andra prokaryoter.
Denitrifikation kan leda till ett tillstånd som kallas isotopfraktionering i markmiljön. De två stabila isotoperna av kväve, 14N och 15N, finns båda i sedimentprofilerna. Den lättare isotopen av kväve, 14N, är att föredra under denitrifikationen, vilket lämnar den tyngre kväveisotopen, 15N, i restmaterialet. Denna selektivitet leder till anrikning av 14N i biomassan jämfört med 15N. Dessutom kan den relativa mängden 14N analyseras för att skilja denitrifikation från andra processer i naturen. 

## Användning vid rening av avloppsvatten
Denitrifikation används vanligtvis för att avlägsna kväve från spillvatten och kommunalt avloppsvatten. Det är också en instrumentell process i konstruerade våtmarker och strandzoner för att förhindra grundvattenförorening med nitrat till följd av överdriven användning av gödselmedel från jordbruket eller bostäder. Träflisbioreaktorer har studerats sedan 2000-talet och är effektiva för att ta bort nitrat från avrinning från jordbruket och även gödsel. 
Reduktion under anoxiska förhållanden kan också ske genom process som kallas anaerob ammoniumoxidation (anammox):
NH4+ + NO2− → N2 + 2 H2O
I vissa avloppsreningsverk tillsätts föreningar som metanol, etanol, acetat, glycerin eller patentskyddade produkter till avloppsvattnet för att tillhandahålla en kol- och elektronkälla för denitrifiering av bakterier. Den mikrobiella ekologin för sådana konstruerade denitrifikationsprocesser bestäms av elektrondonatorns natur och processdriftsförhållandena. Denitrifikationsprocesser används också vid rening av industriellt avloppsvatten. Många denitrifierande bioreaktortyper och -designer är tillgängliga kommersiellt för industriella tillämpningar, som elektro-biokemiska reaktorer (EBR), membranbioreaktorer (MBR) och bioreaktorer med rörlig bädd (MBBR).
Aerob denitrifiering, utförd av aeroba denitrifierare, kan erbjuda potentialen att eliminera behovet av separata tankar och minska slamavkastningen. Det råder mindre stränga alkalinitetskrav eftersom alkalinitet som genereras vid denitrifikation delvis kan kompensera för alkalinitetsförbrukningen vid nitrifikation.

## Ickebiologisk denitrifikation
En mängd olika ickebiologiska metoder kan ta bort nitrat. Dessa är metoder som kan förstöra kväveföreningar, som kemiska och elektrokemiska metoder, och de som selektivt överför nitrat till en koncentrerad avfallsström, som jonbyte eller omvänd osmos. Kemiskt avlägsnande av nitrat kan ske genom avancerade oxidationsprocesser, även om det kan producera farliga biprodukter. Elektrokemiska metoder kan ta bort nitrat genom en spänning som appliceras över elektroderna, med nedbrytning vanligtvis vid katoden. Effektiva katodmaterial är övergångsmetaller, postövergångsmetaller och halvledare som TiO2. Elektrokemiska metoder kan ofta undvika att kräva dyra kemiska tillsatser, men deras effektivitet kan begränsas av pH och närvarande joner. Omvänd osmos är mycket effektivt för att avlägsna små laddade lösta ämnen som nitrat, men det kan också ta bort önskvärda näringsämnen, skapa stora volymer avloppsvatten och kräva ökat pumptryck. Jonbyte kan selektivt avlägsna nitrat från vatten utan stora avfallsströmmar, men kräver regenerering och kan möta utmaningar med absorption av oönskade joner.